# Jiří Haas
Jiří Haas (* 11. srpna 1946 Vsetín – 9. října 2020 Vsetín) byl český astronom, bývalý ředitel Hvězdárny Vsetín a ředitel Muzea regionu Valašsko, komunální politik za ČSSD, bývalý československý politik Komunistické strany Československa a poslanec Sněmovny lidu Federálního shromáždění po sametové revoluci.

## Biografie
Profesně je k roku 1990 uváděn jako ředitel Hvězdárny Vsetín, bytem Vsetín. V roce 1970 vystudoval Přírodovědeckou fakultu Univerzity Palackého v Olomouci, obor biologie-chemie. Už během studií se začal zajímat o astronomii a když pro něj nebylo možné po absolvování vysoké školy získat umístěnku jako pedagog v místě bydliště, nastoupil do tamní hvězdárny. V této hvězdárně pracoval od roku 1971, z toho od roku 1973 jako ředitel. Funkci ředitele zastával ještě počátkem 21. století. Od roku 1976 navíc působil jako poslanec MěNV ve Vsetíně. V roce 2005 byl jmenován ředitelem Muzea regionu Valašsko, pod které spadá nově i vsetínská hvězdárna.
V únoru 1990 zasedl v rámci procesu kooptací do Federálního shromáždění po sametové revoluci do Sněmovny lidu (volební obvod č. 133 - Vsetín, Severomoravský kraj) jako poslanec za KSČ reprezentující novou komunistickou garnituru nezatíženou tak výrazně normalizační politickou aktivitou. Ve Federálním shromáždění setrval do konce funkčního období, tedy do svobodných voleb roku 1990.
Politicky se angažoval na místní úrovni i po sametové revoluci. V komunálních volbách roku 1994 byl zvolen do zastupitelstva Vsetína za Levý blok. Mandát obhájil v komunálních volbách roku 1998 jako osoba bez politické příslušnosti, v komunálních volbách roku 2002 za ČSSD (stále uváděn jako ředitel Hvězdárny Vsetín). Znovu byl za ČSSD zvolen i v komunálních volbách roku 2006, nyní uváděn jako ředitel Muzea regionu Valašsko, a v komunálních volbách roku 2010 (profesně evidován jako důchodce-meteorolog). Dle údajů k roku 2012 pracuje v Hvězdárně Vsetín jako správce meteorologické stanice.